# Hunter McElrea
Hunter McElrea (Los Angeles, 21 de novembro de 1999) é um automobilista neozelandês-americano que compete atualmente no IMSA SportsCar Championship pela equipe TDS Racing.

## Carreira
Tendo começado a carreira no kart aos 7 anos, McElrea estreou nos monopostos em 2015, disputando campeonatos de Fórmula Ford na Austrália e na Nova Zelândia, chegando a correr pela equipe de sua família (McElrea Racing). Em 2018, venceu 13 corridas na temporada e tornou-se o primeiro piloto não-australiano a vencer a Fórmula Ford nacional desde 1985.
De volta aos Estados Unidos em 2019 para competir na USF2000, conquistou 4 vitórias e terminou como vice-campeão. Ele ainda disputou 2 temporadas na Indy Pro 2000 com a equipe Pabst Racing, sendo o melhor estreante na temporada 2020 ao terminar em quinto lugar e terminando em terceiro em 2021.
Para 2022, McElrea assinou com a Andretti Autosport para a temporada da Indy Lights (atual Indy NXT), obtendo uma pole-position em sua estreia, em St. Petersburg, repetindo o feito em outras 2 etapas. Ele ainda venceu em Mid-Ohio e Iowa, fechando o campeonato em quarto lugar e levando o título de Rookie do ano. Permaneceu na equipe para a temporada 2023, onde sagrou-se vice-campeão.

## IMSA SportsCar Championship
Não tendo conseguido vaga na IndyCar ou permanecer na Indy NXT, McElrea assinou com a TDS Racing para disputar o IMSA SportsCar Championship, pilotando um Oreca 07.

## IndyCar Series
Em julho de 2024, McElrea fez sua estreia na IndyCar Series ao ser anunciado pela equipe Dale Coyne Racing como substituto de Jack Harvey no GP de Toronto, uma vez que o piloto britânico ainda estava se recuperando de dores no pescoço. A corrida do neozelandês foi encerrada na volta 57, depois de um toque no muro, mas ele classificou a participação no GP como "um resgate de salva-vidas".

## Vida pessoal
Hunter McElrea é o terceiro representante da família a seguir carreira no automobilismo: seu pai, Andy, venceu a Fórmula Ford Neozelandesa em 1991 e o Campeonato Trans-Am em 1996 enquanto seu avô, Rod, também foi piloto até a década de 1980.